# Śnieżny Zwornik

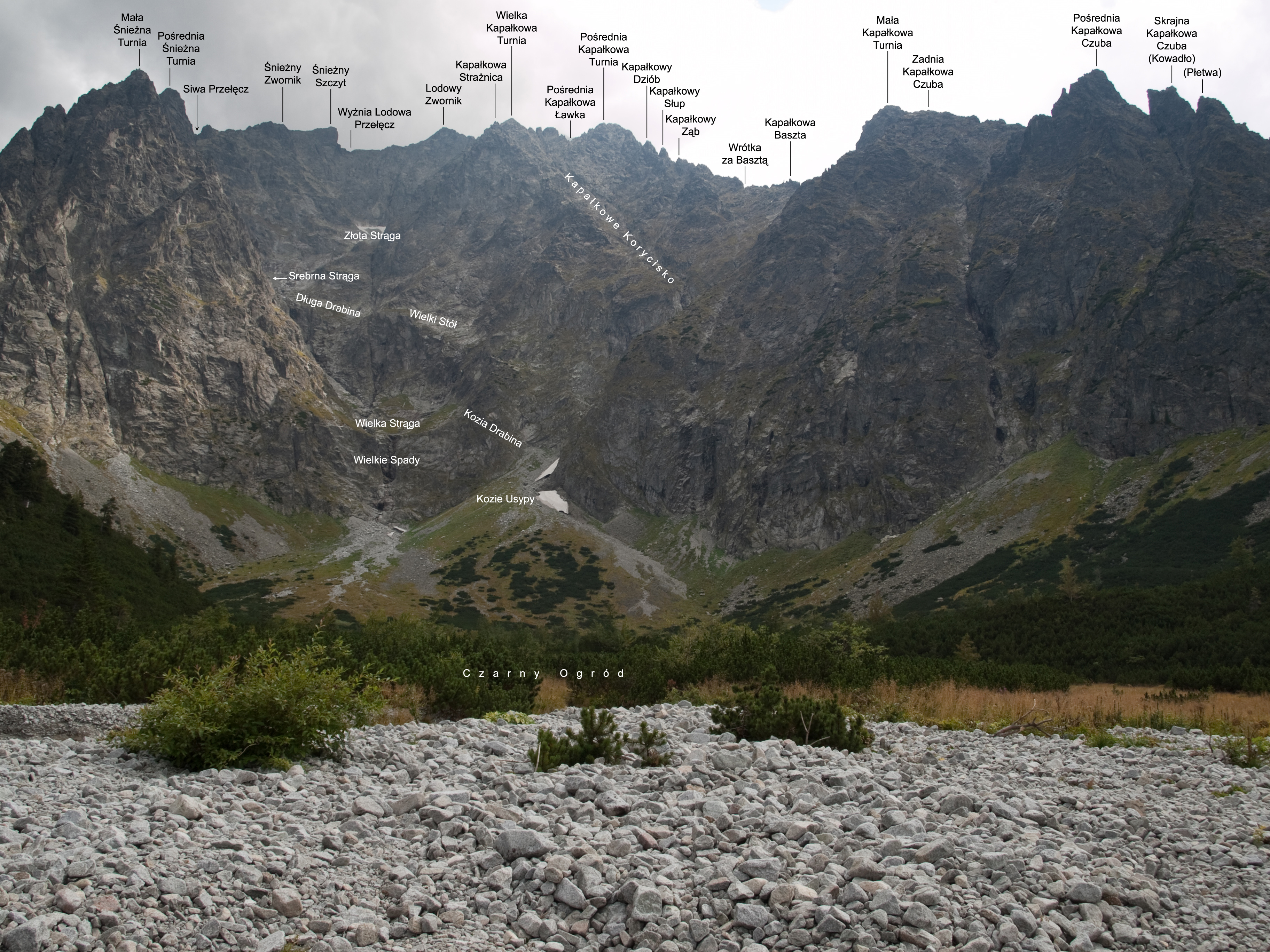
Śnieżny Zwornik wśród podpisanych obiektów – widok od strony Doliny Śnieżnej

Śnieżny Zwornik (słow. Snehová strážnica) – stosunkowo wybitna turnia słowackiej części Tatr Wysokich. Znajduje się w ich grani głównej, w masywie Śnieżnego Szczytu. Od jego wierzchołka na południowym zachodzie oddzielają go dwie przełączki: Wyżni Śnieżny Karb (bliżej Śnieżnego Szczytu) i Śnieżny Karb (bliżej Śnieżnego Zwornika). Z kolei na północnym wschodzie turnia graniczy ze Śnieżnymi Czubami, oddzielonymi Wyżnią Śnieżną Przełęczą.
W kierunku północnym od Śnieżnego Zwornika odgałęzia się Śnieżna Grań, skręcająca dalej ku północnemu zachodowi. Znajdują się w niej kolejno:
- Siwa Przełęcz (Sivé sedlo, ok. 2315 m),
- Wielka Śnieżna Turnia (Veľká Snehová veža, 2335 m),
- Śtyrbna Przełęcz (Zadná Snehová štrbina, ok. 2200 m),
- Pośrednia Śnieżna Turnia (Prostredná Snehová veža, ok. 2240 m),
- Ścienki (Predná Snehová štrbina, ok. 2100 m),
- Mała Śnieżna Turnia (Malá Snehová veža, 2160 m)[1][2].

Południowe stoki opadają ze Śnieżnego Zwornika do górnego piętra Doliny Pięciu Stawów Spiskich, natomiast Śnieżna Grań odgranicza od siebie Dolinę Śnieżną położoną na północny zachód od Śnieżnego Zwornika oraz Śnieżny Bańdzioch – górne piętro Doliny Czarnej Jaworowej – na północnym wschodzie.
Pierwsze wejścia turystyczne:
- letnie – Zygmunt Klemensiewicz i Roman Kordys, 28 sierpnia 1907 r.,
- zimowe – Hanna Napieralska i Bolesław Chwaściński, 31 marca 1934 r.

Już dawniej na szczyt wchodzili myśliwi z Jurgowa.